# Rufisque

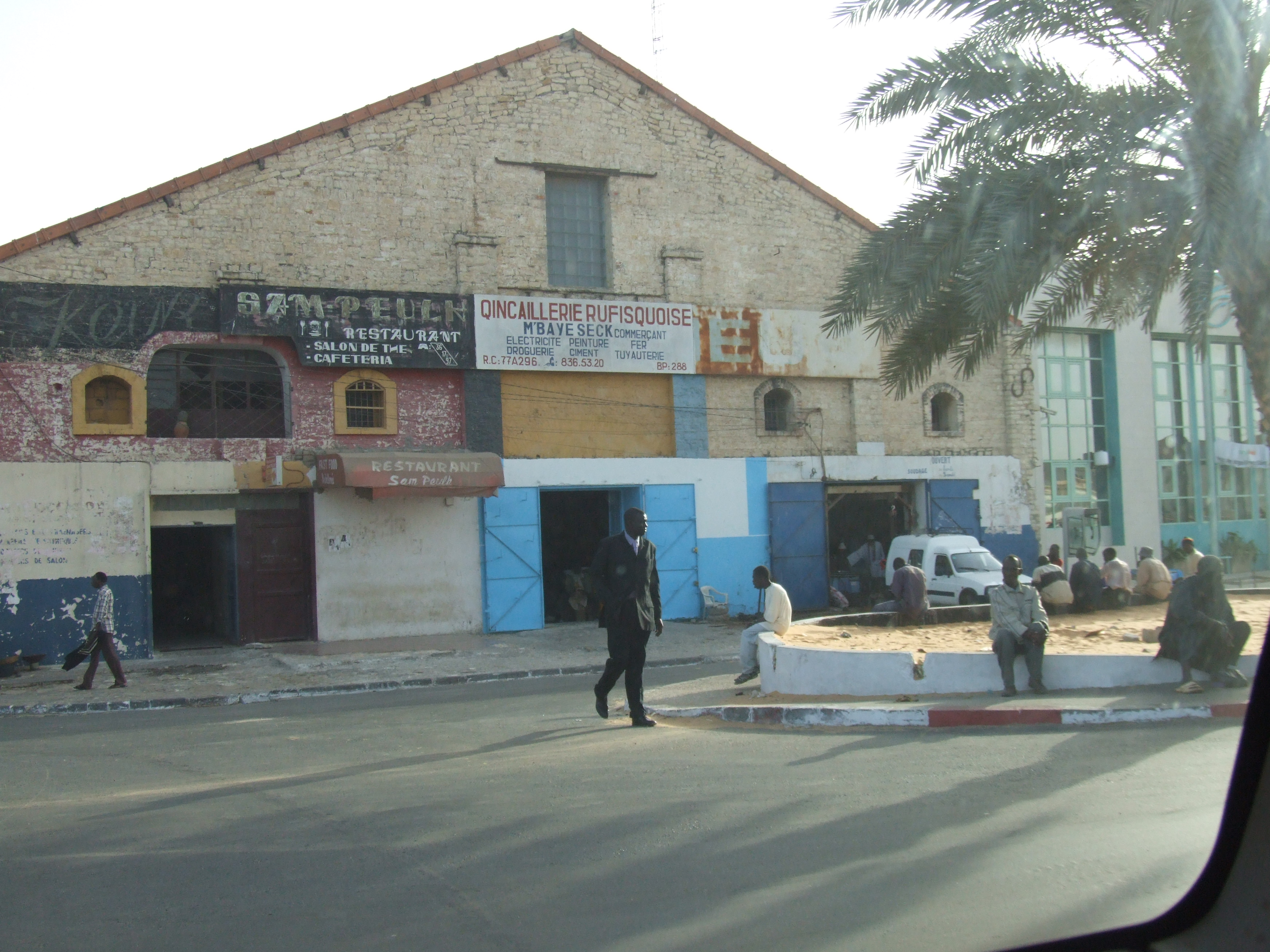
Gata i Rufisque.

Rufisque är en kuststad i västra Senegal. Den hade 221 066 invånare vid folkräkningen 2013. och är en förort till Dakar, belägen i Dakarregionen.

## Administrativ indelning
Rufisque är en kommun (commune) som är indelad i ett distrikt (arrondissement) som i sin tur är indelad i tre mindre administrativa enheter.
Rufisque
- Rusfisques kommun
  - Rufisques distrikt
    - Smådistrikt: Rufisque Est, Rufisque Nord, Rufisque Ouest